# Vale do Açu (tiểu vùng)
Vale do Açu là một tiểu vùng thuộc bang Rio Grande do Norte, Brasil. Tiều vùng này có diện tích 4709 km², dân số năm 2007 là 124638 người.